# Windows 2000

Architektura systému Windows 2000

Windows 2000 je název již nepodporovaných několika variant operačního systému z řady Windows NT vytvořeného firmou Microsoft uvedených na trh 17. února 2000. Jeho podpora byla ukončena v červenci roku 2010. Jeho předchůdcem byl systém Windows NT 4.0 a nástupcem systém Windows XP pro desktop a Windows Server 2003 jako server. Windows 2000 byly zamýšleny jako firemní systém, zatímco Windows Me, které byly uvolněny sedm měsíců po Windows 2000, byly zamýšleny jako systém pro domácí použití (Windows Me patří do starší řady Microsoft Windows pro DOS).

## Charakteristika
Podpora pro handicapované uživatele byla zlepšena několika novými pomocnými technologiemi. Bylo rozšířeno množství podporovaných jazyků a lokalizačních informací (tzv. internacionalizace a lokalizace).
Všechny verze operačního systému podporovaly jak systém souborů Windows NT, NTFS 3.0, šifrovací systém souborů, tak i základní a dynamickou diskovou paměť. Windows 2000 serverová rodina měla další rysy, včetně schopnosti poskytnout Active Directory služby (hierarchický rámec zdrojů), Distributed File System (je to systém souborů, který podporuje sdílení souborů). Windows 2000 může být instalován buď za pomoci manuálu nebo bez něho. Bezobslužné instalace se spoléhají na použití souborů odpovědí, kde jsou vyplněné informace o instalaci, a může být provedena pomocí bootovacího CD používající Microsoft Systém Management Server, pomocí nástroje pro přípravu systému.
Microsoft uvedl Windows 2000 na trh jako „nejbezpečnější“ verzi Windows své doby. To však nezabránilo tomu aby se stal terčem nespočetného množství vysoko-profilových virových útoků jako jsou Code Red a Nimda. Ještě deset let po uvedení na trh pokračoval Microsoft téměř každý měsíc s vydáváním bezpečnostních záplat. Dělo se tomu tak až do 13. července 2010.

## Historie
Windows 2000 jsou operačním systémem z řady Windows NT, které jsou nástupcem systému Windows NT 4.0. Původní označení bylo Windows NT 5.0, ale dne 27. října 1998 bylo rozhodnuto o použití názvu Windows 2000. Tento systém byl první verzí, která byla vydána bez krycího jména, přestože první service pack byl označován jako „Asteroid“ a 64bitová verze byla nazvána Janus. První betaverze byla vydána v  září 1997. Poslední třetí betaverze byla vydána dne 29. dubna 1999. Verze pro procesor DEC Alpha po nějaký čas zůstala ve fázi RC1 poté, co firma Compaq oznámila, že přestane podporovat Windows NT pro procesory Aplha. Od července do října 1999 vydal Microsoft tři kandidátní verze (RC). Konečná verze byla pro partnery vydána 12. prosince 1999. Veřejnost mohla zakoupit plnou verzi Windows 2000 od 17. února 2000. Tři dny před touto událostí, kterou Microsoft inzeroval jako standard ve spolehlivosti, prosákla na veřejnost interní informace z Microsoftu, kterou zveřejnila Mary Jo Foley a podle které měly v té době Windows 2000 přes 63 000 potenciálních známých defektů. Po zveřejnění tohoto článku dal Microsoft Mary Jo Foleylovou na značný čas na černou listinu. InformationWeek o této verzi napsal: naše testy ukazují, že následník systému NT 4.0 je vším, v co jsme doufali, samozřejmě není úplně perfektní. Wired News později popsaly výsledky únorového uvedení Windows 2000 jako bez štěstí. Novell kritizoval Active Directory jako méně škálovatelné a spolehlivé proti jeho vlastnímu Novell Directory Services (NDS).
Windows 2000 měly z počátku nahradit jak Windows 98, tak Windows NT 4.0, ale to se později změnilo. Namísto toho byla v roce 1999 vydána aktualizovaná verze Windows 98 pod názvem Windows 98 Second Edition. Na konci roku 2000 byly pak na trh uvedeny Windows ME. Téměř s vydáním prvního service packu pro Windows 2000 vydal Microsoft dne 29. srpna 2000 i Windows 2000 Datacenter Server, který byl zaměřen na velké počítačové systémy podporující 32bitové procesory.
Krátce před 12. únorem 2004 se na Internetu objevily nelegálně získané části zdrojového kódu Microsoft Windows 2000 a Windows NT 4.0. Zdroj zůstal neznámý a Microsoft vydal následující sdělení: „Zdrojový kód Microsoftu je chráněn autorským právem a zároveň je chráněn jako výrobní tajemství“. Z toho vyplývá, že zveřejnění a zpřístupnění ostatním za účelem stahování a používání je nelegální. Navzdory varováním se balík obsahující zdrojový kód šířil na výměnných sítích. Dne 16. února 2004 byl pro určité verze Internet Exploreru ohlášen exploit, který byl údajně objeven osobou studující uniklý zdrojový kód.

## Vlastnosti
Windows 2000 obsahovaly podporu Plug-and-play, DirectX (verze 7.0), Windows Internet Explorer (verze 5.01) a souborového systému NTFS, vylepšeného o podporu diskových kvót. Byla také poprvé představena funkce spánku (uložení veškerého obsahu paměti na pevný disk a vypnutí počítače s možností opětovné reaktivace systému a pokračování ze stavu, ve kterém byl počítač uspán).
Ovladače zařízení, které vyvíjeli výrobci hardware, byly schvalovány a digitálně podepisovány laboratořemi Microsoftu, což vedlo ke zvýšeným nákladům na jejich vývoj (a tím i ceny hardware), ale zároveň umožňovalo zlepšit kvalitu ovladačů a tím i stabilitu celého systému.

## Varianty systému
Byly vydány čtyři 32bitové verze Windows 2000: Professional, Server, Advanced Server a Datacenter Server. V roce 2001 byla uvolněna verze Windows 2000 Advanced Server Limited Edition a Windows 2000 Datacenter Server Limited Edition, které byly určeny pro 64bitový procesor Intel Itanium. I přes různé názvy sdílejí všechny verze stejný základ systému (jádro) a mnoho systémových nástrojů (např. Microsoft Management Console), které však měly v některých verzích omezené možnosti. Chystaná odlehčená verze s pracovním názvem Windows Neptune nikdy oficiálně nevyšla.

### Windows 2000 Professional
Windows 2000 Professional byl navržen jako desktopový operační systém pro firmy a pokročilé uživatele. Je to klientská verze Windows 2000. Nabízí větší bezpečnost a stabilitu než mnoho předešlých desktopových systémů Windows. Podporuje až dva procesory a může adresovat až 4 GiB RAM. Požadavky systému jsou: procesor Intel Pentium (nebo ekvivalentní) 133 Mhz nebo vyšší, minimálně 32 MiB RAM, 650 MiB místa na pevném disku a CD-ROM mechanika (doporučeno: Pentium II, 128 MiB RAM, 2 GiB místa na pevném disku, CD-ROM mechanika).

### Windows 2000 Server
Windows 2000 Server sdílí stejné uživatelské rozhraní s Windows 2000 Professional, ale obsahuje další součásti systému pro vykonání serverových úkonů, běh infrastruktury a aplikačního softwaru. Významná nová komponenta představená na serverových verzích je Active Directory. Jedná se o celopodnikovou adresářovou službu založenou na LDAP. Navíc Microsoft integroval síťovou autentizaci Kerberos, a tím nahradil často kritizovanou NTLM systémovou autentizaci používanou v předešlých verzích. To také poskytlo čistě vztah důvěryhodnosti mezi systémy Windows 2000 v lese domén (soubor jednoho nebo více domén systému Windows 2000, které sdílejí společné schéma, konfiguraci a globální katalog, který je spojen s obousměrnými přenositelnými vztahy důvěryhodnosti). Dále Windows 2000 představil Domain Name Server, který umožňuje dynamickou registraci IP adres. Windows 2000 Server podporuje až 4 procesory, vyžaduje 128 MiB RAM a 1 GiB místa na pevném disku, ačkoli požadavky se mohou stupňovat v závislosti na instalovaných komponentech.

### Windows 2000 Advanced Server
Operační systém Windows 2000 Advanced Server byl variantou Windows 2000 Server navrženou pro středně velké až velké firmy. Nabízel clustering infrastruktury pro vysokou dostupnost a rozšiřitelnost aplikací a služeb, včetně podpory pro operační paměť až do 8 GiB přes Physical Address Extension (PAE) systémech a podporu 8 procesorového SMP. Podporuje TCP/IP vyrovnání zátěže a rozšířené dvou uzlové serverové clustery založené na Microsoft Cluster Server (MSCS) ve Windows NT Server 4.0 Enterprise Edition. Limitovaný počet kopií IA-64 verze, nazvané Windows 2000 Advanced Server, byl zpřístupněn přes OEM. Systémové požadavky byly podobné jako u Windows 2000 Server, ačkoli by mohly být vyšší kvůli větším infrastrukturám.

### Windows 2000 Datacenter Server
Windows 2000 Datacenter Server byl variantou Windows 2000 Server určenou pro velké firmy, které pracují s velkým množstvím důvěrných či citlivých dat za pomoci centrálního serveru. Jako např. Advanced Server podporující failover pomocí clusterů a vyvažování zátěže. Minimální systémové požadavky jsou normální, ale byl navržen tak, aby byl schopen pracovat s pokročilým, odolným vůči poruchám a škálovatelným hardwarem – např. počítače do 32 CPU a 64 GiB RAM s přísným testováním systému, kvalifikací, rozdělováním hardwaru, koordinováním údržby a změnou kontroly. Limitovaný počet kopií IA-64 verze, zvané Windows 2000 Datacenter Server, limitované edice byly zpřístupněny přes OEM partnery. Systémové požadavky jsou podobné jako u Windows 2000 Advanced Server. Nicméně mohou být zapotřebí i vyšší požadavky kvůli větším infrastrukturám.